# Szilárd Németh
Szilárd Németh (Komárno, Eslovaquia, 8 de agosto de 1977) es un futbolista eslovaco de ascendencia húngara. Actualmente juega en el FK Hainburg de Alemania.

## Biografía
Németh inició su carrera profesional en el Slovan Bratislava, donde empezó a destacar como goleador. Sus goles sirvieron al Slovan para conquistar un doble campeonato de liga (1995 y 1996) y un título de Copa (1997).
En 1997 fichó por el FC Košice, donde siguió demostrando su capacidad goleadora. Habiendo anotado 12 goles en 18 encuentros, el Sparta de Praga se hizo con sus servicios en el mercado de invierno. Aunque en Praga fue campeón de liga, Németh no anotó ningún gol, y en verano regresó al FC Kosice, donde permaneció la temporada 1998/99.
El verano de 1999 fichó por el FK Inter Bratislava, donde explotó definitivamente. En dos años ganó dos títulos de liga, los primeros en la historia de Inter, así como la Copa en ambas temporadas. Németh fue una pieza clave, siendo el máximo anotador de la Corgoň Liga 2000 (16 goles) y 2001 (23 goles). Fue premiado como jugador eslovaco del año en 1999.
Sus actuaciones despertaron el interés de clubes más grandes y aunque se especuló sobre un posible interés del Inter de Milán, finalmente Németh se incorporó al Middlesbrough FC. En el club inglés permaneció cinco años, siempre como suplente.
A principios de la temporada 2005/06 se comenzó a especular con una posible salida del club inglés, aunque una lesión en los primeros compases de la temporada paralizó su traspaso. Tras su vuelta a los terrenos de juego, en el mercado de invierno fue cedido al Racing Strasbourg de la primera división francesa. En Estrasburgo Németh se alineó en nueve partidos sin anotar un gol. Tras perder la categoría, el club descartó su incorporación definitiva y, dado que su contrato con el Middlesbrough acababa de expirar, se incorporó al Alemannia Aachen libre de pago. Sin embargo, pocos meses después, en noviembre de 2006 sufrió una embolia pulmonar que le mantiene alejado de los terrenos de juego.

### Selección nacional
Ha sido internacional con la selección de fútbol de Eslovaquia en 59 ocasiones, fue el máximo anotador histórico, teniendo 22 goles.

## Clubes
| Club                      | País            | Año       |
| ------------------------- | --------------- | --------- |
| Slovan Bratislava         | Eslovaquia      | 1994-1997 |
| FC Kosice                 | Eslovaquia      | 1997-1998 |
| AC Sparta Praha           | República Checa | 1998      |
| FC Kosice                 | Eslovaquia      | 1998-1999 |
| FK Inter Bratislava       | Eslovaquia      | 1999-2001 |
| Middlesbrough FC          | Inglaterra      | 2001-2006 |
| Racing Club de Strasbourg | Francia         | 2006      |
| Alemannia Aachen          | Alemania        | 2006-2010 |
| FK Hainburg               | Alemania        | 2010-     |

## Palmarés

### Campeonatos nacionales
| Título          | Club                | País            | Año  |
| --------------- | ------------------- | --------------- | ---- |
| Liga            | Slovan Bratislava   | Eslovaquia      | 1995 |
| Liga            | Slovan Bratislava   | Eslovaquia      | 1996 |
| Copa            | Slovan Bratislava   | Eslovaquia      | 1997 |
| Liga            | 1.FC Kosice         | Eslovaquia      | 1998 |
| Liga            | AC Sparta Praha     | República Checa | 1998 |
| Liga            | FK Inter Bratislava | Eslovaquia      | 2000 |
| Liga            | FK Inter Bratislava | Eslovaquia      | 2001 |
| Copa de la Liga | Middlesbrough FC    | Inglaterra      | 2004 |

### Distinciones individuales
| Distinción                        | Año  |
| --------------------------------- | ---- |
| Futbolista Eslovaco del año       | 2000 |
| Máximo goleador de la Corgoň Liga | 2001 |
| Máximo goleador de la Corgoň Liga | 2002 |